# Yersiniabactina
La Yersiniabactina (Ybt) es un sideróforo fenólico encontrado en las bacterias patógenas Yersinia pestis, Yersinia pseudotuberculosis, y Yersinia enterocolitica, así como varias cepas de enterobacterias  incluyendo Escherichia coli enteropatogénica. Es extensamente quelada por proteínas anfitrionas como lactoferrina y ferritina; así, las moléculas siderofóricas del patógeno presentan una afinidad incluso más alta para el catión Fe3+ que estas proteínas para adquirir hierro biodisponible. Como parte de tal sistema, la yersiniabactina juega una función importante en la patogenicidad de Y. pestis, Y. pseudotuberculosis, y Y. entercolitica.

## Estructura y propiedades de coordinación
La yersiniabactina es una estructura tetracíclica constituida por tres anillos de tiazol y una de benceno  Según cristalografía de radiografía, esta molécula se coordina al catión férrico a una proporción 1:1 complejo por tres pares electrónicos de nitrógeno y tres del oxígeno lo que le confiere una geometría octaédrica distorsionada al compuesto de coordinación. El complejo Ybt-Fe3+ tiene una constante de formación  independiente del protón de 4  x  1036.

## Biosíntesis
La biosíntesis de la yersiniabactina procede por medio de una polipéptido sintasa no ribosomal (NRPS) mixta con una policétido sintasa (PKS) . Varias enzimas, más notablemente el complejo HMWP2-HMWP1, reúne al salicilato, tres cisteínas, un vinculador de malonilo y tres grupos de metilo del SAM a una estructura de cuatro anillos constituido por anillo fenólico, una tiazolidina, y dos  anillos de tiazolina con un vinculador de malonilo entre la tiazolina y la tiazolidina. Una fosfopanteteinil transferasa (YbtD), añade tioéteres de fosfopanteteína a la cisteína, salicylate y malonyl grupos a HMWP1 y HMWP2. La YbtS sintetiza salicilato a partir del corismato, el cual es entonces adenilado por la subunidad YbtE y transferida al complejo de ensamble HMWP2–HMWP1. HMWP2, el cual consta de dos módulos multidominio NRPS , acepta la unidad de salicilato activado unidad a través de una proteína acarreadora, entonces cicliza y condensa dos cisteínas para formar los dos anillos de tiazolina. Un equivalente de malonilo se adiciona a la porción del PKS de HMWP1, y YbtU reduce la segunda tiazolina a tiazolidina antes de la ciclization y condensación del último anillo de tiazolina en HMWP1  NRPs. La YbtT tioesterasa concluye hidrolizando el producto del tioéster.

## Control de expresión
El HPI a qué los genes que codifican las proteínas del Ybt está controlado por una serie de reguladores moleculares. Las cuatro regiones de promotor de la región de la yersiniabactina (psn, irp2, ybtA y ybtP) posee sitio de enlace Fur y es regulada negativamente por este represor en la presencia de hierro. En la presencia de Ybt, un miembro de la familia AraC de reguladores transcriptionales, activa la expresión de los promotores  psn, irp2 y ybtP (transporte y genes biogenéticos) pero reprime la expresión de su propio promotor . También hay evidencia que la yersiniabactin puede regular su propia expresión y la de psn/fyuA y ybtPQXS en el nivel de transcripción.

## Función en la patogenicidad deYersinia
Como se mencionó anteriormente ,los sideróforos cumplen la función esencial de adquisición de hierro para patógenos en las condiciones bajas concentraciones de hierro del anfitrión. Por ello el establecimiento exitoso de la enfermedad depende de su capacidad para adquirir hierro. Debido a su alta afinidad para hierro, la yersiniabactina puede solubilizar al metal coordinado a las proteínas anfitrionas y transportarlo al interior de la membrana bacteriana. El complejo yersiniabactina-Fe+3 es reconocida específicamente el exterior de la membrana bacteriana por el receptor TonB-dependiente, FyuA (Psn), y es translocado con la ayuda de proteínas integrales de membrana citosólicas en donde el hierro se libera de la yersiniabactina y se encuentra disponible para los procesos metabólicos. En la ausencia de siderófos, el patógeno Yersinia, responsable de la enfermedad letal de la peste bubónica, sólo causa síntomas locales de intensidad moderada.  La disponibilidad de hierro, a través de un hierro de un sideróforo, proporciona las bacterias con la capacidad de multiplicarse en el anfitrión y causar infecciones sistémicas.